# جيمس كيربي مارتن
جيمس كيربي مارتن (بالإنجليزية: James Kirby Martin)‏ هو مؤرخ أمريكي، ولد في 26 مايو 1943.